# 다이도 (일본)
다이도(일본어: 大同)는 일본의 연호 중 하나이다.
- 전후 : 엔랴쿠(延暦) 이후 - 고닌(弘仁) 이전.
- 시기 : 806년 ~ 810년
- 천황 : 헤이제이 천황, 사가 천황

## 개원
- 엔랴쿠 25년 5월 18일(율리우스력 806년 6월 8일) 개원하여
- 다이도 5년 9월 19일(율리우스력 810년 10월 20일, 고닌으로 개원된다.

## 다이도 시기에 일어난 일
- 5년
  - 3월 : 사가 천황이 천황의 비서를 목적으로 구로도도코로(蔵人所)를 설치했다. 구로도도코로의 수장인 구로도노토(蔵人頭)에는 후지와라노 후유쓰구와 고세노 노타리를 임명했다.

## 서력과의 대조표
| 다이도      | 원년       | 2년        | 3년        | 4년        | 5년        |
| ----------- | ---------- | ---------- | ---------- | ---------- | ---------- |
| 서기 (西紀) | 806년      | 807년      | 808년      | 809년      | 810년      |
| 간지 (干支) | 병술(丙戌) | 정해(丁亥) | 무자(戊子) | 기축(己丑) | 경인(庚寅) |

## 같이 보기
- 일본의 연호 일람
- 대동

| 이전 엔랴쿠 | 일본의 연호 806년 ~ 810년 | 다음 고닌 |